# Alfredo Casella

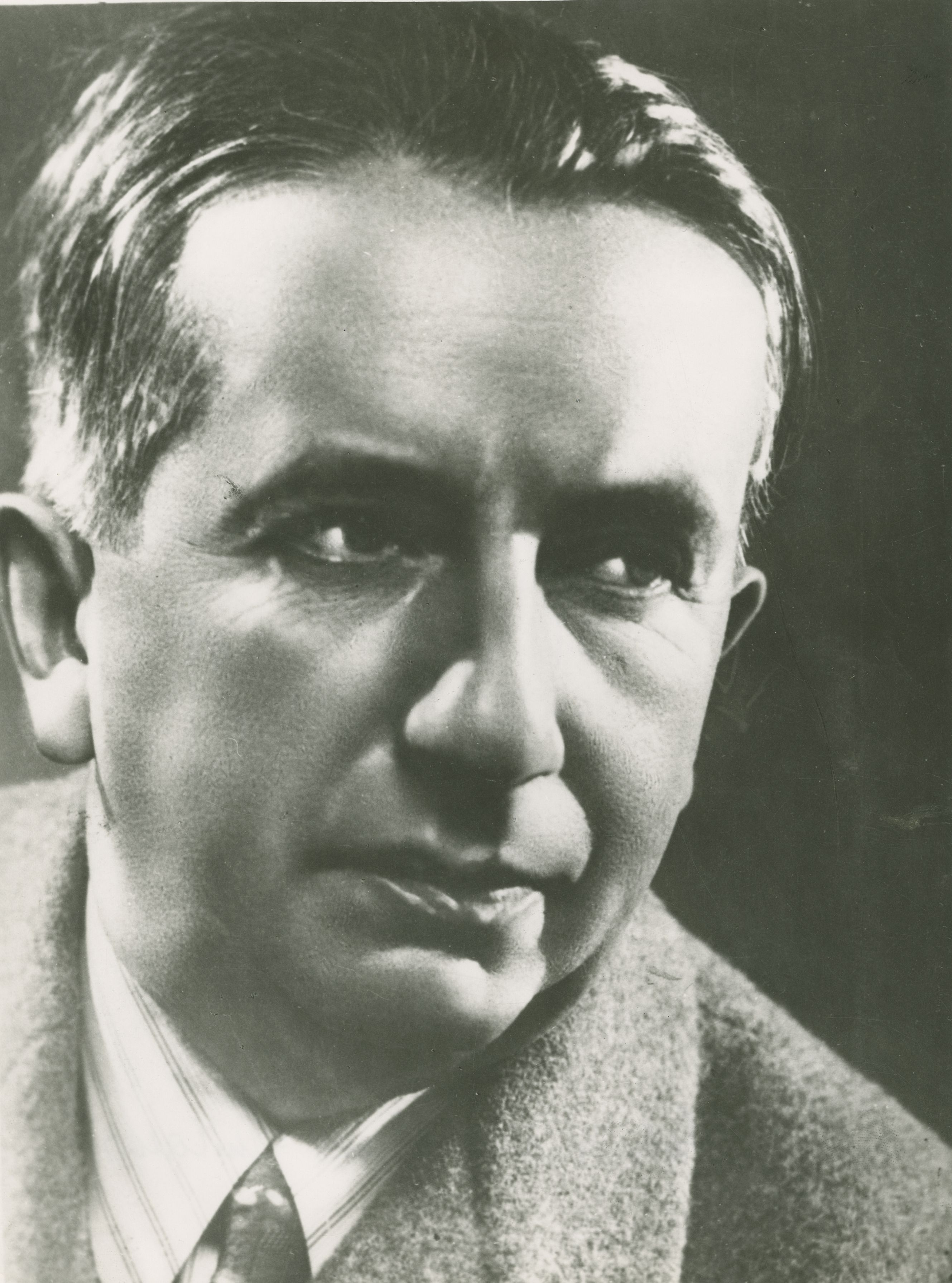
Alfredo Casella in 1955

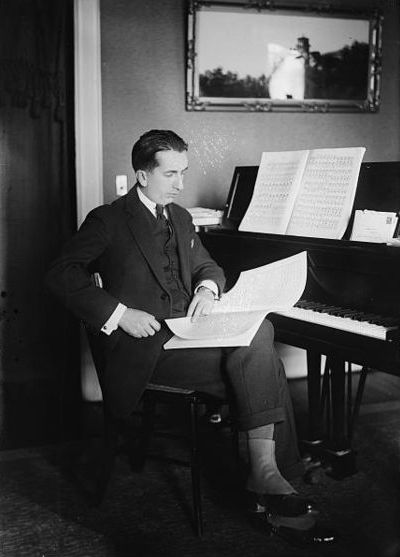
Alfredo Casella

Alfredo Casella (Turijn, 25 juli 1883 – Rome, 5 maart 1947) was een Italiaans componist.

## Leven
De familie Casella bestond uit vele goede musici. Zijn grootvader, een vriend van Niccolò Paganini, was eerste cellist in het San Carlo Theater in Lissabon en was uiteindelijk solist in de Koninklijke Kapel in Turijn. Ook Alfredo's vader Carlo Casella en diens broers Cesare en Giacchino waren professionele cellisten. Zijn moeder was pianiste en gaf de jongen zijn eerste muzieklessen.
Alfredo werd toegelaten tot het Conservatoire de Paris in 1896 om piano te studeren bij Louis Diémer, harmonieleer en contrapunt bij Xavier Leroux en compositie bij Gabriel Fauré. Tot zijn medestudenten behoorden George Enescu en Maurice Ravel. Tijdens zijn Parijse periode behoorden Claude Debussy, Igor Stravinsky en Manuel de Falla tot zijn kennissenkring. Hij had ook contact met Ferruccio Busoni, Gustav Mahler en Richard Strauss.
Casella ontwikkelde een diepe bewondering voor Debussy’s werk, nadat hij de Prélude à l'après-midi d'un faune hoorde in 1898. In zijn eigen werk uit deze periode streefde hij (in navolging van Strauss en Mahler) een meer romantisch dan impressionistisch idioom na. Zijn eerste symfonie uit 1905 stamt uit deze tijd. Met dit werk maakte Casella zijn debuut als dirigent bij de première in Monte Carlo in 1908.
Terug in Italië tijdens de Eerste Wereldoorlog begon hij les te geven aan de Accademia Nazionale di Santa Cecilia in Rome. Hij was een van de bekendste Italiaanse pianovirtuozen van zijn generatie. Van 1927 tot 1929 was Casella de chef-dirigent van de Boston Pops, waar hij werd opgevolgd door Arthur Fiedler.
Samen met Arturo Bonucci (cello) en Alberto Poltronieri (viool), vormde hij het Trio Italiano in 1930. Dit ensemble was bekend in Europa en Amerika. Zijn status als pianist en zijn werk met het Trio maakten zijn bekendste composities populair, waaronder A Notte Alta, de Sonatine, Nove Pezzi, en de Zes etudes, op. 70, voor piano. Voor het Trio op tournee schreef hij de Sonata a Tre en het Tripelconcert.
Casella had zijn grootste succes met het ballet La Giara, op een scenario van Luigi Pirandello. Andere belangrijke werken zijn Italia, het Concerto Romano, Partita en Scarlattiana voor piano en orkest, de viool- en celloconcerten, Paganiniana, en het concerto voor piano, strijkers, pauken en slagwerk. Tot zijn kamermuziek behoren, naast de beide cellosonates die met enige regelmaat gespeeld worden, de late harpsonate en de muziek voor fluit en piano. Casella maakte ook liveopnames voor pianola op pianorollen voor het systeem Duo-Art (Aeolian), die alle bewaard zijn gebleven. In 1923 richtte hij met Gabriele D'Annunzio en Gian Francesco Malipiero een vereniging op voor de bevordering van de verspreiding van moderne Italiaanse muziek, de Corporatie van de nieuwe muziek.
De herontdekking van Vivaldi's werken in de 20e eeuw is grotendeels te danken aan de inspanningen van Casella, die in 1939 de nu historische 'Vivaldiweek' organiseerde, waarbij ook de dichter Ezra Pound betrokken was. Sindsdien zijn Vivaldi's composities weer populair en de opkomst van de authentieke uitvoeringspraktijk heeft hem opnieuw tot sterstatus gebracht. In 1947 richtte de Venetiaanse zakenman Antonio Fanna de Istituto Italiano Antonio Vivaldi op, met Gian Francesco Malipiero als artistiek leider, met het doel Vivaldi's muziek te promoten en nieuwe uitgaven van zijn werk te verzorgen. Casella's werk voor zijn Italiaanse barokvoorgangers plaatste hem in het centrum van de vroege 20e-eeuwse neoklassieke opleving in de muziek en was van grote invloed op zijn eigen composities.
De 'generazione dell'ottanta' (generatie van '80), inclusief Casella zelf, Malipiero, Ottorino Respighi, Ildebrando Pizzetti en Franco Alfano - allen componisten geboren rond 1880, de generatie van na Giacomo Puccini – concentreerde zich in navolging van Giuseppe Martucci op het schrijven van instrumentale werken, meer dan de opera's waarin Puccini en zijn muzikale voorgangers zich hadden gespecialiseerd. Leden van deze generatie waren de dominante figuren in de Italiaanse muziek na Puccini's overlijden in 1924. Ze vonden hun evenknieën in de Italiaanse literatuur en schilderkunst. Casella, die in het bijzonder van beeldende kunst hield, verzamelde vele schilderijen en beeldhouwwerken. Hij was misschien de meest "internationale" in wat hij maakte. Zijn stilistische invloeden op de 'generazione dell'ottanta' is deels te danken aan zijn opleiding in Parijs en de kringen waarin hij daar verkeerde.
Casella sympathiseerde lange tijd met de sinds 1922 regerende Partito Nazionale Fascista van Benito Mussolini, maar hij kwam daarmee in conflict nadat in Italië rassenwetten waren ingevoerd. Zijn Franse echtgenote Yvonne Müller (1892–1977) was Joods van origine. Zijn vrouw en dochter moesten vrezen voor vervolging en deportatie en tijdens een razzia verbleven ze op gescheiden adressen totdat de Jodenjacht voorbij was. 

## Oeuvre

### Orkestmuziek
- Symfonie nr. 1 in b-mineur, op. 5 (1905-6)
- Italia, rapsodia, voor orkest, op. 11 (1909)
- Symfonie nr. 2 in c-mineur, op. 12 (1908-9)
- Suite in C-majeur, op. 13 (1909-10)
- Suite uit het ballet Le couvent sur l'eau (Il convento veneziano), op. 19 (1912-3)
- Pagine di guerra, op. 23bis (1918)
- Pupazzetti, op. 27bis (1920)
- Elegia eroica, op. 29 (1916)
- Concerto per archi (concert voor strijkers), op. 40bis (1923-4)
- La giara, symfonische suite, op. 41bis (1924)
- Serenade voor klein orkest, op. 46bis (1930)
- Marcia rustica, op. 49 (1929)
- La donna serpente, frammenti sinfonici seria I (symfonische fragmenten serie I), op. 50bis (1928-31)
- La donna serpente, frammenti sinfonici seria II (symfonische fragmenten serie II), op. 50ter (1928-31)
- Introduzione, aria e toccata, voor orkest, op. 55 (1933)
- Introduzione, corale e marcia, op. 57 (1931-5) voor blaasorkest, piano, contrabassen en slagwerk
- Concert voor orkest, op. 61 (1937)
- Symfonie nr. 3, op. 63 (1939-40)
- Divertimento per Fulvia, op. 64 (1940)
- Paganiniana,  Divertimento voor orkest, op. 65 (1942)

### Soloconcerten
- A notte alta, voor piano en orkest, op. 30bis (1921)
- Partita voor piano en orkest, op. 42 (1924-5)
- Concerto Romano voor Orgel, koperblazers, pauken en strijkers, op. 43 (1926)
- Scarlattiana, voor piano en klein orkest, op. 44 (1926)
- vioolconcert, op. 48 (1928)
- Notturno e tarantella voor cello en orkest, op. 54 (1934)
- Tripelconcert, op. 56 (1933)
- Celloconcert, op. 58 (1934-5)
- Concert voor piano, strijkers, pauken en slagwerk, op. 69 (1943)

### Kamermuziek
- Barcarola e scherzo voor fluit en piano, op. 4 (1903)
- Cellosonate nr. 1, op. 8 (1906)
- Sicilienne et burlesque voor fluit en piano, op. 23 (1914)
- Pagine di guerra, op. 25 (1915), vier muzikale`films' voor piano quattre mains
- Pupazzetti, op. 27  cinque pezzi facili (vijf eenvoudige stukken) voor piano quattre mains (1915)
- Cinque pezzi per quartetto d'archi (vijf stukken voor strijkkwartet), op. 34 (1920)
- Concerto per quartetto d'archi (concert voor strijkkwartet) op. 40 (1923-4)
- Cellosonate nr. 2 in C-majeur, op. 45 (1926)
- Menuet uit Scarlattiana (1926) voor viool en piano
- Serenata per cinque istrumenti (serenade voor vijf instrumenten), op. 46 (1927)
- Cavatina en gavotte uit Serenata Italiana (1927) voor viool en piano
- Prelude en Danza Siciliana uit La giara (1928), voor viool en piano
- Sinfonia voor piano, cello, klarinet en trompet, op. 53 (1932)
- Notturno voor cello en piano (1934)
- Tarantella voor cello en piano (1934)
- Sonata a Tre (pianotrio), op. 62 (1938)
- Harpsonate, op. 68 (1943)

### Pianomuziek
- Pavane, op. 1 (1902)
- Variations sur une Chaconne, op. 3 (1903)
- Toccata, op. 6 (1904)
- Sarabande, op. 10 (1908)
- Notturnino (1909)
- Berceuse triste, op. 14 (1909)
- Barcarola, op. 15 (1910)
- À la manière de..., eerste serie, op. 17 (1911)
- À la manière de..., tweede erie, op. 17bis (1914)
- Nove pezzi (negen stukken), op. 24 (1914)
- Sonatina, op. 28 (1916)
- A notte alta, poema musicale (in het holst van de nacht, muzikaal gedicht), op. 30 (1917)
- Deux contrastes, op. 31 (1916-8)
- Inezie, op. 32 (1918)
- Cocktail dance (1918)
- Undici pezzi infantili (elf kinderstukjes), op. 35 (1920)
- Due canzoni popolari italiane (twee populaire Italiaanse liedjes), op. 47 (1928)
- Due ricercari sul nome B-A-C-H (twee ricercares op de naam B-A-C-H), op. 52 (1932)
- Sinfonia, arioso e toccata, op. 59 (1936)
- Ricercare sul nome Guido M. Gatti (Ricercare op de naam Guido M. Gatti) (1942)
- Studio sulle terze maggiori (etude op de grote tertsen) (1942)
- Sei studi (zes etudes), op. 70 (1942-44)

### Vocale muziek
- Nuageries (1903) Jean Richepin
- Vijf liederen, op. 2 (1902)
- La cloche felee, op. 7 (1904) [Baudelaire]
- Trois lyriques, op. 9 (1905) [Albert Samain, Baudelaire, Verlaine]
- Sonnet, op. 16 (1910) [Ronsard]
- Cinque frammenti sinfonici (vijf symfonische fragmenten) voor sopraan en orkest uit Le Convent sur l'Eau (Il convento veneziano), op. 19 (1912-4)
- Notte di maggio, voor stem en orkest, op. 20 (1913)
- Due canti (twee gezangen), op. 21 (1913)
- Deux chansons anciennes, op. 22 (1912)
- L'adieu à la vie, op. 26 (1915) voor stem en piano
- L'adieu à la vie, op. 26bis (1915/26) quattro liriche funebri (vier rouwliederen) voor sopraan en kamerorkest uit Gitanjali van R. Tagore [Vertaling A. Gide]
- Tre canzoni trecentesche, op. 36 (1923) [Cino da Pistoia]
- La sera fiesolana, op. 37 (1923) voor stem en piano [D'Annunzio]
- Quattro favole romanesche, op. 38 (1923) [Trilusso]
- Due liriche, op. 39 (1923) voor stem en piano
- Tre vocalizzi voor stem en piano (1929)
- Tre canti sacri voor bariton en orgel, op. 66 (1943)
- Tre canti sacri voor bariton en klein orkest, op. 66bis (1943)
- Missa solemnis pro pace, op. 71 (1944)  voor solostemmen, koor en orkest

### Theater
- Le couvent sur l'eau (Il convento veneziano), op. 18 (1912-3), ballet [J.-L. Vaudoyer]
- La giara, op. 41 (1924), ballet naar Luigi Pirandello
- La donna serpente, op. 50 (1928-31)  opera, libretto door C.V. Ludovici naar C. Gozzi
- La favola d'orfeo, op. 51 (1932), kameropera, libretto door C. Pavolini naar A. Poliziano
- Il deserto tentato, op. 60 (1937), Mistero in un atto (mysterie in een akte), Libretto door Pavolini
- La camera dei disegni (Balletto per Fulvia), op. 64 (1940), ballet
- La rosa del sogno, op. 67 (1943), ballet, gedeeltelijk naar Paganiniana, op. 65

### Geschriften
- The Evolution of Music Throughout the History of the Perfect Cadence (Londen, 1924)
- Igor Strawinsky (Rome, 1926)
- ...21 + 26, een autobiografie (Rome, 1931)
- Il Pianoforte (Rome-Milaan, 1937)
- La Tecnica dell'Orchestra Contemporanea (De techniek van het hedendaags orkest) (Rome en New York, 1950)
- I Segreti della Giara, oorspronkelijke uitgave in het Italiaans van Casella's Autobiografie (Florence, 1941)
- Music in My Time, autobiografie, Engelstalige uitgave door Spencer Norton (Norman, Oklahoma, 1955)
- verscheidene artikelen in muziektijdschriften

### Opnames
- Pianorollen (gearchiveerd)

- Bibsys: 2111346
- Biblioteca Nacional de España: XX1136085
- Bibliothèque nationale de France: cb123331357 (data)
- CiNii: DA07740388
- Gemeinsame Normdatei: 119362112
- International Standard Name Identifier: 0000 0001 0903 9997
- Library of Congress Control Number: n81111993
- Nationale Bibliotheek van Letland: 000152525
- MusicBrainz: 59cf3a7f-0eef-4e11-ae69-a2b75feab47f
- Bibliotheek van het Japanse parlement: 001156746
- Nationale Bibliotheek van Tsjechië: skuk0000211
- Nationale bibliotheek van Australië: 35949876
- Nationale Bibliotheek van Israël: 987007308213905171
- Nationale Bibliotheek van Polen: a0000001182884
- Nationale en Universitaire bibliotheek Zagreb: 000060114
- Nederlandse Thesaurus van Auteursnamen: 072450398
- Istituto Centrale per il Catalogo Unico: RAVV029826
- LIBRIS: 277831
- SNAC: w63b5xgj
- Système universitaire de documentation: 077205235
- Trove: 1159325
- Virtual International Authority File: 56681456
- WorldCat: E39PBJfCyq8qwxq3Vy9wqbdxXd